# Santo André
Santo André város Brazília délkeleti részén, São Paulo államban. São Paulo egyik elővárosa. Lakosainak száma 748 919 fő (2022). Santo André São Paulo, São Bernardo do Campo, Cubatão, Mauá, Mogi das Cruzes, Ribeirão Pires, Rio Grande da Serra, Santos, São Caetano do Sul és Suzano községekkel határos.
São Paulo ipari háromszögének része (ABC): Santo André, São Bernardo do Campo, São Caetano.

## Nevezetes szülöttei
- Luis Sacilotto (1924–2003), festő és építész
- Jair da Costa (1940–2025),[2] labdarúgó
- Lucélia Santos (* 1957) színésznő (Rabszolgasors)
- Edson Cordeiro (* 1967), énekes
- Sandro Dias (* 1975), sportoló
- Rodrigo Fabri (* 1976), labdarúgó
- Leandro Ricardo Vieira (* 1979), labdarúgó
- Cacau (Jeronimo Barreto) (* 1981), labdarúgó
- Daniele Hypólito (* 1984), tornász
- Diego Hypólito (* 1986),

## Népesség
A település népességének változása:
| Lakosok száma | 649 331 | 676 407 | 710 210 | 721 368 | 723 889 | 748 919 |
|               | 2000    | 2010    | 2015    | 2020    | 2021    | 2022    |

## Fordítás
- Ez a szócikk részben vagy egészben  a   Santo André, São Paulo című német Wikipédia-szócikk fordításán alapul.  Az eredeti cikk szerkesztőit annak laptörténete sorolja fel. Ez a jelzés csupán a megfogalmazás eredetét és a szerzői jogokat jelzi, nem szolgál a cikkben szereplő információk forrásmegjelöléseként.